# Karakese, Dörtyol
Karakese là một thị trấn thuộc huyện Dörtyol, tỉnh Hatay, Thổ Nhĩ Kỳ. Dân số thời điểm năm 2011 là 6.292 người.